# سياهبلة سفلي (مقاطعة إسلام آباد غرب)
سياهبلة سفلي (بالفارسية: سیاه‌پله سفلی) هي قرية تقع في كرمانشاه في إيران. يقدر عدد سكانها بـ 43 نسمة .